# Novodvorská Plaza
 (février 2015).
Novodvorská Plaza est un centre commercial de Prague, en République tchèque.
Le centre ouvre en 2006 et demeure la propriété de la société Klépierre pendant douze ans avant d'être acquis, en janvier 2019, par la société d’investissement privée Bluehouse.
Ce centre d'environ 26 000 m2 compte plus de 70 magasins.